# پانای، کاپیز
پانای، کاپیز (به لاتین: Panay, Capiz) یک منطقهٔ مسکونی در فیلیپین است که در کاپیز واقع شده‌است.